# Sabre d'abordage

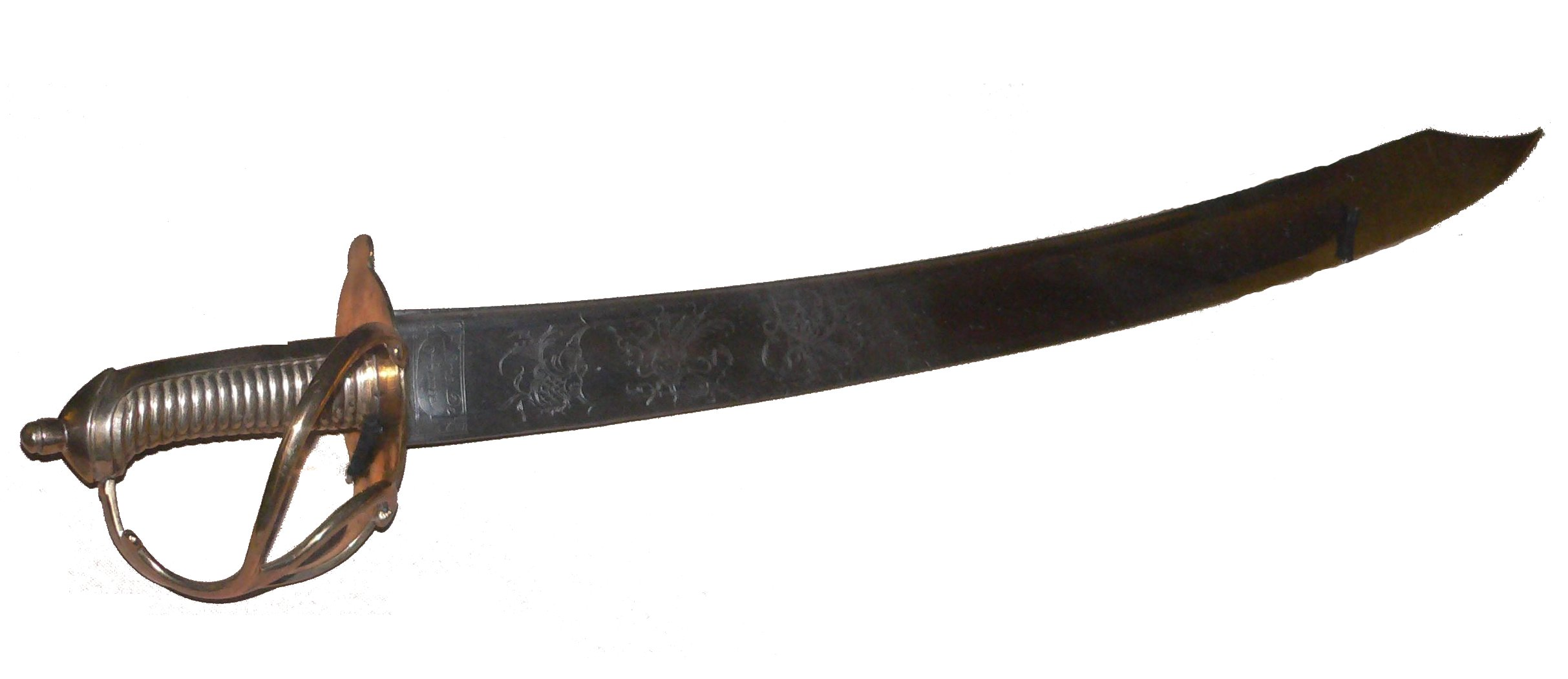
Sabre d'abordage français du XIXe siècle

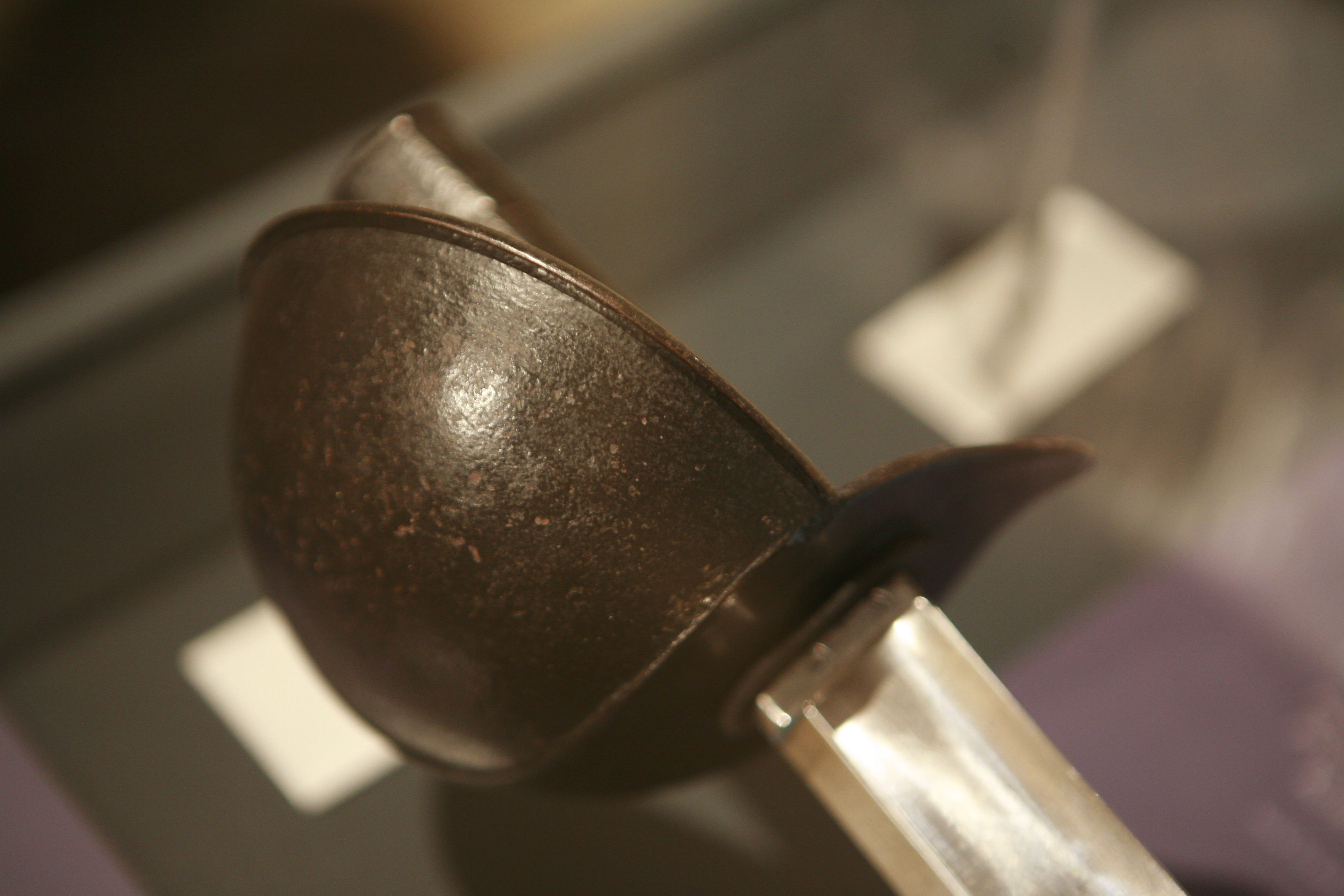
sabre d'abordage modèle 1833, dit « cuiller à pot ».

Le sabre d'abordage est une arme blanche offensive en usage dans la marine. Il s'agit d'une sorte de sabre court à la lame épaisse, servant à la fois d'arme et d'outil (pour couper des cordages, par exemple).
Au cours du XIXe siècle, les sabres d'abordage réglementaires de la Marine adoptent une garde en coquille qui les fait surnommer « cuillère à pot ». Ils sont sans doute à l'origine de l'expression « régler les choses en deux coups de cuillère à pot ».